# Ascraeus Mons
Ascraeus Mons è il più settentrionale tra i tre vulcani (conosciuti nel loro insieme come Tharsis Montes) sulla protuberanza di Tharsis nei pressi dell'equatore del pianeta Marte. A sud di Ascraeus Mons è situato Pavonis Mons, ancora più a sud si trova Arsia Mons. Il più grande vulcano del sistema solare, l'Olympus Mons, è a nord-ovest.
Ascraeus Mons è uno dei vulcani più elevati di Marte: la sua vetta si trova a circa 18 km sopra il livello medio della superficie ed ha una pressione atmosferica minore di 0.8 mbar (80 Pa). Ha un diametro di quasi 460 km, ed è stata formato da colate laviche relativamente recenti.